# Ulica Widok (Varsovie)
Ulica Widok est une rue de l'arrondissement de Śródmieście à Varsovie.

## Lieux et édifices remarquables
- Rotonde de la PKO à Varsovie

## Sources
- (pl) Cet article est partiellement ou en totalité issu de l’article de Wikipédia en polonais intitulé « Ulica Widok w Warszawie » (voir la liste des auteurs).